# 井坂幸恵
井坂 幸恵（いさか さちえ、1965年7月31日 - ）は、日本の建築家、インテリアデザイナーである。

## 経歴
1989年多摩美術大学美術学部建築科（現：環境デザイン学科）卒業後、1991年芝浦工業大学建築工学修士課程修了、1991年芝浦工業大学研究員。
1993年ラファエル・ヴィニオリ建築士事務所、プロジェクト・アーキテクト、ライティングチーフを勤める。
- 1999年～ 千葉大学工学部都市環境システム学科 非常勤講師。
- 2001年～ 日本大学短期大学建設学科 非常勤講師。
- 2008年～ 東京理科大学理工学部 非常勤講師。
- 2009年～ 名古屋工業大学工学部 非常勤講師。

## 受賞歴
- 1992年 I・houseプロジェクト、SDレビューSD賞
- 1999年 アーキテクチャー・フォー・ヒューマニティ  コソボ仮設住宅設計競技入選
- 2001年  Project.co.jp   第８回ベネチア・ビエンナーレ国際建築展出展
- 2003年 建築文化懸賞論文「ぶぶんからも」下出賞
- 2003年 白ガラスIHクッキングヒーター   グッドデザイン賞中小企業庁長官特別賞
- 2004年 くまもとアートポリス・八代まちづくりデザインコンペ・八代商店街再開発計画 優秀賞
- 2006年  SDレヴュー入選
- 2007年  第1回リスボン建築トリエンナーレ出展
- 2007年 INAX デザイン コンテスト 入選
- 2007年  芝浦工業大学 相田武文賞受賞